# Teki Biçoku
Teki Biçoku (ur. 6 maja 1926 w Elbasanie, zm. 21 listopada 2009 w Tiranie) – albański geolog, przewodniczący Akademii Nauk Albanii w latach 2008-2009.

## Życiorys
Po ukończeniu szkoły podstawowej kontynuował naukę w szkole pedagogicznej w Elbasanie, a następnie w latach 1942-1943 kształcił się w Szkole Technicznej w Korczy, a po jej przeniesieniu w Tiranie. W czasie II wojny światowej działał w ruchu oporu jako kurier. W 1948 wyjechał na studia do Instytutu Naftowego w Moskwie. Studia ukończył w marcu 1953, uzyskując dyplom inżyniera. Po powrocie do kraju pracował jako geofizyk w okolicach Fieru. 1 stycznia 1955 został mianowany kierownikiem wydziału geologicznego w Głównej Dyrekcji Geologicznej w Tiranie. Od 1957 pełnił funkcję zastępcy kierownika Państwowego Komitetu Geologicznego. W 1965 obronił pracę doktorską, a w 1970 uzyskał tytuł profesora.
W latach 1960–1965 pracował w ministerstwie przemysłu wydobywczego, a od 1966 pełnił funkcję dyrektora Instytutu Studiów i Projektów Geologicznych w Tiranie. W latach 1975–1977 został skierowany do Fieru, gdzie uczestniczył w badaniach sejsmicznych.
W czasie badań w Fierze, w maju 1977 został aresztowany przez funkcjonariuszy Sigurimi pod zarzutem prowadzenia działalności sabotażowej i uprawiania wrogiej propagandy. Wyrokiem sądu został skazany na 20 lat więzienia. 16 grudnia 1988 wyszedł na wolność, a 25 września 1991 Sąd Najwyższy Albanii anulował wyrok z 1977.
We wrześniu 2008 Biçoku został wybrany przewodniczącym Albańskiej Akademii Nauk - funkcję tę pełnił przez pięć miesięcy. Jest autorem szeregu prac naukowych, w tym mapy geologicznej Albanii w skali 1:200 000.
Za swoją pracę naukową został wyróżniony nagrodą państwową I stopnia i tytułem Wielkiego Mistrza (Mjeshter i Madh).

## Prace naukowe
- 1967: Harta gjeologjike e Shqipërise ne shkalle 1:200 000 (Mapa geologiczna Albanii w skali 1:200 000)
- 1971: Harta e mineraleve te dobishme te Shqipërise ne shkalle 1:200 000
- 1971: Gjeologia e Shqipërise (Geologia Albanii)
- 1974: Tektonika e Harkut Karpato-Ballkanik (współautor)
- 2004: Historiku i kërkimeve dhe studimeve gjeologjike ne Shqipërise
- 2007: Kontributi i të huajve në fushën e gjeoshkencave të Shqipërisë